# آدم فوكس
آدم فوكس (بالإنجليزية: Adam Fox)‏ (و. 1883 – 1977 م) هو شاعر، ومؤلف، ورجال دين، وأستاذ جامعي، وكاتب بريطاني، توفي في مدينة وستمنستر، عن عمر يناهز 94 عاماً.

## التعليم
تعلم في كلية أكسفورد الجامعية.

## جوائز
حصل على جوائز منها:
- جائزة المنافسة العامة  [لغات أخرى]‏ (1946)
- قائد الفنون والآداب